# Philipp Lenard
Philipp Eduard Anton von Lenard (en húngaro: Lénárd Fülöp; Presburgo, Imperio Austríaco, 7 de junio de 1862-Messelhausen, Alemania Occidental, 20 de mayo de 1947) fue un físico húngaro nacionalizado alemán, ganador del premio Nobel de Física en 1905 por sus investigaciones sobre los rayos catódicos y el descubrimiento de muchas de sus propiedades. Miembro honorable de la Academia de Ciencias de Hungría.
Lenard era nacionalista y antisemita; como activo defensor de la ideología nazi, apoyó a Adolf Hitler en la década de 1920 y fue un importante modelo para el movimiento «Deutsche Physik» durante la periodo nazi. En particular, calificó las contribuciones de Albert Einstein a la ciencia de «física judía».

## Biografía

### Primeros años
Philipp Lenard nació en 1862 como hijo de un comerciante de vinos tirolés en Pressburg. La familia había recibido el título nobiliario hereditario en 1722, pero los descendientes dejaron de utilizarlo a finales del siglo XIX. Philipp Lenard asistió a la Real Escuela de Gramática Húngara de Bratislava, donde recibió clases de húngaro. En su juventud, Lenard fue nacionalista húngaro. Su lengua preferida era el húngaro, y se negaba vehementemente a utilizar los términos geográficos alemanes para designar la provincia predominantemente húngara en la que vivía. Solía escribir su nombre como Fülöp Lenard o Lenardi. Inicialmente estudió ciencias naturales durante dos semestres en la Universidad de Budapest y en la Universidad de Viena en 1880, pero luego prefirió trabajar en la tienda de vinos de su padre en Bratislava. En 1883 continuó sus estudios en la Universidad Ruprecht Karls de Heidelberg con Georg Hermann Quincke y Robert Bunsen. Tras pasar un semestre estudiando con Hermann von Helmholtz en la Universidad Humboldt en Berlin, finalmente se doctoró en Heidelberg en 1886 con Georg Quincke con una tesis titulada «Ueber die Schwingung fallender Tropfen» («Sobre la oscilación de las gotas que caen»). Posteriormente trabajó como ayudante de Quincke en el Instituto de Física de la Ruprecht-Karls-Universität Heidelberg hasta 1889, donde continuó sus investigaciones sobre la fosforescencia. En las décadas siguientes se llevaron a cabo trabajos pioneros sobre los mecanismos luminiscentes de los llamados fósforos de Lenard. 
Desde 1892 trabajó como ayudante de Heinrich Rudolph Hertz en la Universidad de Bonn y a partir de 1894 como profesor extraordinario (asociado) en la de Breslau. En 1895 fue nombrado profesor de física en Aquisgrán, y más tarde (1896-1898), profesor de física teórica en Heidelberg. En 1898-1907 fue profesor ordinario (numerario) en la Universidad de Kiel. Finalmente volvió a la universidad de Heidelberg en 1907. En 1909 fue nombrado director del Instituto Radiológico Universitario de dicha universidad.[cita requerida]

### Rayos catódicos
Tras breves estancias en Londres y Breslau, comenzó a trabajar como ayudante de Heinrich Hertz en la Universidad Rheinische Friedrich Wilhelms de Bonn en abril de 1891, donde completó su habilitación en 1892 con su tesis Über die Elektricität der Wasserfälle. En los años siguientes dedicó numerosas publicaciones a la electricidad de cascada y a la electricidad de tormenta. Tras la temprana muerte de Hertz en 1894, publicó sus obras completas, entre ellas los conocidos Principios de mecánica. En Bonn, Lenard también trabajó sobre los rayos catódicos, en particular su paso a través de finas capas de metal. Lenard escribió un tratado muy apreciado sobre este tema, «Ueber Katodenstrahlen in Gasen von atmosphärischem Druck und im äussersten Vacuum», que presentó en 1893 y que apareció en Poggendorf's Annalen der Physik en 1894. Por consejo de Hertz, ya no utilizó mica como ventana de salida de su tubo, sino papel de aluminio, que era, sin embargo, 8 veces más grueso que el papel común. Examinó casi todos los materiales del laboratorio para comprobar su comportamiento bajo la influencia de los rayos emitidos. Destacan especialmente sus observaciones en el apartado 9 «Los rayos catódicos son fotográficamente eficaces», en el que describe que incluso las capas fotográficas oscurecidas se ennegrecían con estos rayos y que los objetos introducidos en el haz se representaban en la placa fotográfica. También se describe la desviación magnética de los rayos, así como el hecho de que estos rayos no podían producirse en tubos completamente evacuados. Era necesaria una presión residual, lo que se confirmó más tarde en el funcionamiento de los tubos de rayos X. Con el desarrollo del tubo de descarga que lleva su nombre en 1892 y la ventana Lenard, fue posible por primera vez investigar los rayos catódicos independientemente del descarga. Sus experimentos contribuyeron a aclarar la naturaleza corpuscular de los rayos catódicos, por lo que la prioridad del descubrimiento del electrón recayó en Joseph John Thomson, para amargura de éste en 1897. Lenard creó las bases para el descubrimiento de la bremsstrahlung por Wilhelm Conrad Röntgen en 1895 continuando los experimentos de rayos catódicos llevados a cabo por Hertz.  Zudem beschaffte er Röntgen eine Entladungsröhre und ein Lenard-Fenster aus seinen eigenen Beständen, die für die Entdeckung der X-Strahlen ebenfalls unentbehrlich waren. Nachdem Röntgen für die Entdeckung der X-Strahlen berühmt wurde, beschuldigte Lenard ihn, ihm die Entdeckung geraubt zu haben.

La disputa siguió latente durante décadas y volvió a estallar a finales de los años treinta. E. Brüche y A. Recknagel se consideraban editores de las Elektronengeräte, que concedió al tubo de Lenard el espacio que merecía junto al tubo de rayos X, hizo los siguientes comentarios: «No obstante, queremos tener en cuenta la relación fundamental entre los tubos de Lenard y de rayos X tratando ambos dispositivos conjuntamente y haciendo hincapié en aspectos uniformes, sin querer interferir en la disputa que desgraciadamente ha surgido recientemente en torno al gran descubrimiento de Röntgen» (p. 189). Pero también: «[...] En este sentido, el tubo de rayos X podría considerarse un caso especial del tubo de Lenard». (pag. 190)

Tubo de ventana Lenard

Como resultado de sus investigaciones sobre el tubo de Crookes, demostró que los rayos producidos al irradiar metales en el vacío con luz ultravioleta eran similares en muchos aspectos a los rayos catódicos. Su observación más importante fue que la energía de los rayos en el efecto fotoeléctrico era independiente de la intensidad de la luz.
Estas últimas observaciones fueron explicadas por Albert Einstein como un efecto cuántico. Esta teoría predecía que el diagrama de la energía del rayo catódico frente a la frecuencia sería una línea recta con una pendiente igual a la constante de Planck, h. Años más tarde se demostró que así era. La teoría cuántica fotoeléctrica fue el trabajo citado cuando Einstein recibió el Premio Nobel de Física en 1921. Sospechando de la adulación general a Einstein, Lenard se convirtió en un destacado escéptico de la relatividad y de las teorías de Einstein en general; sin embargo, no cuestionó la explicación de Einstein del efecto fotoeléctrico. Lenard llegó a estar muy resentido por el crédito concedido a Wilhelm Röntgen, que recibió el primer Premio Nobel de Física en 1901, por el descubrimiento de los rayos X, a pesar de que Röntgen era alemán y no judío. Lenard escribió que él, y no Roentgen, era la «madre de los rayos X», ya que había inventado el aparato utilizado para producirlos. Lenard comparó el papel de Röntgen con el de una «comadrona» que se limita a ayudar en el parto.
Lenard recibió el Premio Nobel de Física de 1905 en reconocimiento a este trabajo.

## Investigaciones científicas
Trabajó inicialmente en mecánica, publicando los Principios de Mecánica, junto con Hertz, en 1894. Posteriormente se interesó en la fosforescencia y la luminiscencia. También realizó estudios del magnetismo y publicó artículos sobre la oscilación de las gotas de agua precipitadas.
En 1888, cuando trabajaba en Heidelberg junto con Quincke, realizó sus primeros trabajos con los rayos catódicos, tratando de descubrir si era cierto que, como suponía Hertz, eran análogos a la luz ultravioleta y podrían, al igual que estos, pasar a través de una ventana de cuarzo en la pared de un tubo de descarga. Descubrió que no ocurría así, pero más adelante, en 1892, cuando trabajaba como ayudante de Hertz en Bonn, descubrió que era posible separar, por medio de una placa fina de aluminio, dos espacios, uno en el que los rayos catódicos se producían y otro en el que se podían observar. Es lo que se conoce como “ventana de Lenard”, consistente en sustituir la placa de cuarzo que hasta entonces se utilizaba para cerrar el tubo de descarga por una fina placa de aluminio capaz de mantener el vacío dentro del tubo y permitir que los rayos catódicos pasasen hacia fuera. De esta forma era posible estudiar los rayos catódicos y también la fluorescencia que causaban fuera del tubo de descarga. Aunque Lenard, siguiendo las ideas de Hertz, suponía inicialmente que los rayos catódicos se propagaban en el éter, abandonó luego este punto de vista como resultado de los trabajos de Jean Perrin, J.J. Thomson y Wilhelm Wien, quienes demostraron la naturaleza corpuscular de los rayos catódicos.
Más tarde, Lenard amplió los trabajos de Hertz sobre el efecto fotoeléctrico, demostrando que cuando la luz ultravioleta incide en el vacío sobre ciertos metales, arranca electrones del metal. Estos electrones se propagan en el vacío, pudiendo ser acelerados o retardados por un campo eléctrico, y sus trayectorias se pueden curvar por un campo magnético. Mediante medidas exactas demostró que el número de electrones arrancados (intensidad de la corriente eléctrica) es proporcional a la intensidad (o número de fotones) de la luz del incidente, mientras que la velocidad de los electrones, es decir, su energía cinética, es independiente del número de electrones y depende únicamente de la longitud de onda (y por tanto, de la frecuencia y energía) de la radiación incidente.
Estos hechos estaban en contradicción con los postulados de la física clásica y no pudieron ser explicados hasta 1905, cuando Einstein elaboró su teoría del efecto fotoeléctrico basada en el concepto del cuanto de luz (fotón).

### Contribuciones meteorológicas
Lenard fue la primera persona en estudiar lo que se ha denominado efecto Lenard en 1892. Se trata de la separación de cargas eléctricas que acompaña a la ruptura aerodinámica de las gotas de agua. También se conoce como electrificación de la pulverización  o el efecto cascada .
Realizó estudios sobre las distribuciones de tamaño y forma de las gotas de lluvia y construyó un novedoso túnel de viento en el que gotas de agua de diversos tamaños podían mantenerse inmóviles durante unos segundos. Fue el primero en reconocer que las gotas de lluvia grandes no tienen forma de lágrima, sino de pan de hamburguesa.

## Premios y reconocimientos
- En 1896, recibió la Medalla Rumford de la Royal Society y la Medalla Matteucci de la Sociedad Italiana de Ciencias.[13]
- En 1905 fue galardonado con el Premio Nobel de Física por sus trabajos alrededor de los rayos catódicos.[13]
- En 1932, recibió la Medalla Franklin presentada por el Instituto Franklin, Filadelfia, EE. UU.[13]
- Logró el estatus de emérito durante su mandato como profesor en la Universidad de Heidelberg.[13]
- Doctor honoris causa por la Universidad de Christiania (Oslo) en 1911.
- Doctor honoris causa por la Universidad de Dresde en 1922.
- El protector del águila del Reich alemán en 1933.
- Doctor honoris causa por la Universidad de Presburgo en 1942.

## Actividad política
También se recuerda a Lenard por ser un nacionalista radical que despreciaba a los físicos ingleses al considerar que habían robado sus ideas de los alemanes. Durante el régimen nazi fue el impulsor de la idea de una física alemana ("física aria"), ignorando las —en su opinión— falsas ideas de la "física judía", encarnadas fundamentalmente en las ideas de Einstein y su "fraude judío" de la teoría de la relatividad. Fue consejero de Hitler, llegando a ser el principal dirigente de la "física aria". Fue expulsado de la Universidad de Heidelberg por las tropas de ocupación aliadas en 1945. Murió dos años después.

## Visión del mundo, actividad política
Ya en la década de 1920, Lénárd era abiertamente antisemita. En 1922 también celebró el asesinato del colega de Einstein, Walther Rathenau, físico y político. Un grupo de simpatizantes de Rathenau estuvo a punto de linchar a Lénard por este motivo, pero se salvó gracias a la intervención de la policía.
Partidario de la controversia ario-cosmopolita, en su vejez se convirtió en un activo partidario del régimen nacionalsocialista. Como figura destacada de la llamada «Deutsche Physik», contribuyó a desacreditar los logros de Albert Einstein. Obtuvo tal favor de los nazis que el Gimnasio de Heidelberg fue bautizado con su nombre (el nombre de la institución se cambió por el de Helmholtz después de la guerra). También encontró socios en esta propaganda política acientífica en otros científicos, como el Premio Nobel Johannes Stark y Hans Geiger. Utilizó todos los medios a su alcance para frustrar a Einstein. El Comité Nobel, presionado por Lénárd, se negó a conceder el premio a Einstein en ocho ocasiones. Lénárd siguió influyendo durante mucho tiempo en los miembros del comité.
«Lénard estaba convencido de que estaba rodeado de charlatanes que le habían robado la gloria y de conspiradores judíos que pretendían sustituir la auténtica ciencia por matemáticas abstractas y oscuras, por lo que fue un aliado natural del naciente Partido Nacionalsocialista alemán. Bajo el mandato de Hitler, se convirtió en el principal exponente de la Física aria, y escribió el libro en cuatro volúmenes Deutsche Physik (Física alemana), que condenaba la relatividad como un fraude judío y a Wilhelm Conrad Röntgen como el cultivador de la física judía. Esto sonaba extraño y ridículo, tanto más cuanto que Roentgen no era judío.
Lénard había perdido el contacto con la nueva dirección que había tomado la física en el siglo XX y ahora era un mero portavoz de la maquinaria de propaganda nacionalsocialista. Pasó sus últimos años en un amargo aislamiento, con sus propios grandes logros, que le habían valido el reconocimiento y el Premio Nobel, casi olvidados."
Paradójicamente, el líder de la física aria tuvo un efecto más bien destructivo, ya que la expulsión de científicos serios durante la guerra dejó a Alemania privada de avances tecnológicos como la bomba atómica. Las ideas cada vez más absurdas y poco realistas de Lénard, basadas en el odio, los celos y los prejuicios, no pudieron llevarse a la práctica. Al no seguir el ritmo de sus contemporáneos, con el tiempo se situó muy por delante de sus colegas científicos. Intentó compensar su propia insuficiencia lanzando nuevas y poco amables acusaciones contra los demás, con lo que perdió por completo sus serias credenciales científicas (a pesar de sus méritos anteriores). Sus actividades destruyeron por completo la ciencia y la investigación física alemanas, antes líderes mundiales, que después de la guerra sólo se recuperaron a duras penas.
Lénard se enfrentó a su propio colapso intelectual tras la derrota alemana en la Segunda Guerra Mundial y se entregó a los estadounidenses. No fue procesado y vivió el resto de su vida en un pueblo cercano a Berlín en un estado de desolación.

## Eponimia
- El cráter lunar Lenard llevaba este nombre en su memoria.[18] El nombre se eliminó el 12 de agosto de 2020.[19]

## Obras de su autoría
- Sobre los rayos catódicos. 1905; 2ª edición 1920.
- Información cuantitativa sobre rayos catódicos de todas las velocidades. 1918; 2ª edición 1925.
- Sobre el principio de relatividad, éter y gravedad. 1918; 2ª edición 1921.
- Grandes naturalistas: una historia de la exploración natural en biografías. JF Lehmanns Verlag , Múnich 1929. (Versión digitalizada de la sexta edición, 1943) .
- Física alemana en cuatro volúmenes. JF Lehmanns Verlag, Múnich 1936-1937. (Varias ediciones) (copia digital de la 4.ª edición, 1944) .
- Barrera continental ideal. Más bien , Munich 1940 (reimpresión por motivos políticos de partido de su folleto Inglaterra y Alemania en la época de la Gran Guerra, publicado en 1914).
- Artículos científicos de los años 1886-1932. 3 volúmenes. Hirzel, Leipzig 1942–44.
- Tratados científicos. Volumen 4. Editado y comentado por Charlotte Schönbeck. GNT-Verlag, Diepholz/ Berlín 2003, ISBN 3-928186-35-3 .

### Otros
- Lenard, Philipp (1906). Über Kathodenstrahlen (On Cathode Rays) (en alemán).
- Lenard, Philipp. Über Aether und Materie (On Aether and Matter) (en alemán).
- Lenard, Philipp (1914). Probleme komplexer Moleküle (Problems of complex molecules) (en alemán).
- Lenard, Philipp (1918). Quantitatives über Kathodenstrahlen (en alemán).
- Lenard, Philipp (1918). Über das Relativitätsprinzip (On the Principle of Relativity) (en alemán).
- Lenard, Philipp (1921). Aether und Uraether (en alemán).
- Lenard, Philipp (1930). Grosse Naturforscher (en alemán).
- Lenard, Philipp (1931) (in German). Erinnerungen eines Naturforschers. New edition: Erinnerungen eines Naturforschers – Kritische annotierte Ausgabe des Originaltyposkriptes von 1931/1843 (Arne Schirrmacher, ed.). Springer Verlag, Heidelberg 2010, 344 pages, ISBN 978-3-540-89047-8, e-ISBN 978-3-540-89048-5.
- Lenard, Philipp (1933). Great Men of Science. London: G. Bell and sons. OCLC 1156317.
- Lenard, Philipp (1936). Deutsche Physik in vier Bänden (en alemán). J.F. Lehmann. OCLC 13814543. 1. Einleitung und Mechanik, 2. Akustik und Wärmelehre, 3. Optik, Elektrostatik und Anfänge der Elektrodynamik (or: 3. Optik und Elektrizitätslehre 1. Teil), 4. Magnetismus, Elektrodynamik und Anfänge von weiterem (or: Elektrizitätslehre 2. Teil). Later editions, 1943